# دريجة بنية العنق
دريجة بنية العنق (الاسم العلمي: Calidris fuscicollis) (بالإنجليزية: White-rumped Sandpiper)‏ هو نوع من الطيور يتبع جنس الدريجة من فصيلة دجاج الارض.